# Башвинова, Диана Фёдоровна
Башвинова Диана Фёдоровна (род. 9 января 1930 года в городе Старый Оскол — 30 апреля 2019 года) — заслуженный работник культуры РСФСР, отличник Советского радио и телевидения, член Союза журналистов РФ, выпускница Белгородского педагогического института (ныне НИУ «БелГУ»).

## Биография
Диана Фёдоровна родилась в городе Старый Оскол 9 января 1930 года. Её приемный отец Фёдор Иванович Коротаев был комсомольским и партийным руководителем, в годы войны — членом подпольного обкома партии в Старом Осколе, в послевоенные годы работал в Коренево, Медвенке, Михайловке, Великомихайловке.
В 1951—1953 годах Диана училась в Старооскольском учительском институте. С 1953-й по 1955-й, работала в школе № 10 города Белгорода. Затем, когда в Белгороде открылся педагогический институт, училась в нём ещё три года. В 1954 году родила дочь, в 1956 — сына.

## Деятельность
С 1961 по 2004 год, 43 года Диана Башвинова работала на белгородском радио — корреспондентом, ведущей радиопрограмм, редактором. Многим памятны её радиопередачи «Почта души», «Для вас, сельские труженики», «Музыкальный четверг» и другие. Её собеседниками на радио были белгородские писатели и поэты — Игорь Чернухин, Леонид Малыхин, художники, композиторы, краевед Борис Осыков и другие. Эти передачи позволяли радиослушателям глубже понять историю родного края, познакомиться с интересными людьми, с их творчеством, воспевающим родную Белгородчину. Вышла на пенсию в 75 лет. Усилиями Дианы Фёдоровны в 1980-е годы был сохранён от разорения Белгородский некрополь на улице Попова в Белгороде. Придуманное ею название для нового кинотеатра — «Русич» — было признано мэрией лучшим в объявленном конкурсе. Сведения о ней внесены в Энциклопедию Белгородской области.

## Литературные труды
В 2000 году вышла книга «Здравствуйте, земляки!».
В 2003 году вышел сборник стихотворений для детей «Два желтеньких колечка» и повесть к 60-летию Огненной Дуги в Великой Отечественной войне «Не дай той свече догореть…».
В 2008 году вышла книга «Родина одна. А вся планета только для скитаний» о мужественных подвигах солдат во время второй мировой войны
7 февраля 2014 года вышло первое репертуарное издание «Живи, Россия», собравшее более сорока песен на стихи Дианы Башвиновой (сборник «Живи, Россия» посвящён 60-летию образования Белгородской области).